# Семенець Валерій Васильович
Семенець Валерій Васильович (нар. 26 січня 1955 р., м. Гребінка Полтавської області) — український науковець у сфері автоматизованого проектування мікроелектронної апаратури. Доктор технічних наук, професор, Лауреат Державної премії в галузі науки і техніки, Лауреат Державної премії в галузі освіти.

## Біографія
Валерій Семенець народився 26 січня 1955 року у м. Гребінка Полтавської області, УРСР. Трудову діяльність розпочав у локомотивному депо «Гребінка» Південної залізниці. Працював робітником 1-го розряду, слюсарем автоматного цеху з ремонту рухомого складу.
У 1973—1975 роках служив у лавах Радянської армії, був командиром відділення у Ленінградському військовому окрузі, здобув звання кращого оператора частини.
У 1975 році вступив до Харківського інституту радіоелектроніки на факультет конструювання радіоапаратури. Навчався у групі КВА-75-2, відмінник навчання, Ленінський стипендіат. Активну участь брав у науково-дослідній роботі, був членом Ради науково-дослідної роботи студентів факультету, членом комітету комсомолу — відповідальним за НДРС. Паралельно з навчанням працював на кафедрі технічної електроніки по темі «Автоматизовані системи проектування радіоелектронних пристроїв». Неодноразово відстоював честь інституту на фізико-математичних олімпіадах, республіканських турах, де займав перші місця.
У 1980 році з відзнакою закінчив інститут та виконав дипломний проект «Логічні модулі та підсилювальні осередки перетворювачів інформації» на кафедрі конструювання радіоапаратури, отримавши кваліфікацію інженера-конструктора-технолога електронно-обчислювальної апаратури. Після закінчення залишився працювати у науково-дослідному секторі кафедри технічної електроніки. Працював інженером, молодшим науковим співробітником, старшим інженером, старшим викладачем, старшим науковим співробітником.
1984 року захистив кандидатську дисертацію «Методи й алгоритми оптимізації розміщення джерел, що виділяють тепло, у багатокристальних мікрозборках з урахуванням умов трасування електричних з'єднань».
Протягом 1989—1992 років навчався у докторантурі ХІРЕ і захистив дисертацію на здобуття  наукового ступеня доктора технічних наук на тему «Теоретичні основи автоматизованого конструювання технічних систем на базі багатокристальних мікросхем». 1994 року йому присвоєне вчене звання професора.
У наступні роки працював доцентом, професором кафедри біомедичної електроніки, заступником декана факультету електронної техніки з навчальної роботи, проректором із навчально-методичної роботи (1995—2003), першим проректором (2003—2012).
2017–2022 — ректор Харківського національного університету радіоелектроніки.
З 2022 року — професор кафедри біомедичної інженерії Харківського національного університету радіоелектроніки.

## Наукова діяльність
Сфера наукових інтересів Валерія Семенця — САПР електронних і медичних апаратів.
Валерій Семенець є членом редакційних колегії журналів «Ukrainian Metrological Journal», «Біоніка інтелекту», «Новий Колегіум», «Клінічна інформатика і Телемедицина», «Сучасний стан наукових досліджень та технологій в промисловості».
Валерій Семенець є членом IEEE, головою організаційних та програмних комітетів чисельних міжнародних науково-практичних конференцій, у тому числі:
- IEEE International Conference on Advanced Trends in Radioelectronics, Telecommunications and Computer Engineering (TCSET)[9],
- IEEE International Conference on Advanced Optoelectronics and Lasers (CAOL)[10].

Під його керівництвом захищено 3 докторських (Анатолій Сінотін, Ігор Прасол, Олег Аврунін) та 8 кандидатських дисертацій.
Також він голова Вченої Ради та член спеціалізованої вченої ради із захисту дисертацій в Харківському національному університеті радіоелектроніки, науковий керівник спеціального навчально-реабілітаційного відділу супроводу студентів з особливими освітніми потребами.
Проект «Розробка сучасної програмно-апаратної мікропроцесорної техніки і її впровадження в інформаційно-телекомунікаційну технологію дистанційної освіти», в якому він був серед колективу авторів, представлений 2011 року на здобуття Державної премії України в галузі освіти, посів друге місце.
Валерій Семенець був серед колективу авторів проекту «Розробка та впровадження розподіленого освітнього середовища на базі сучасних інформаційно-комунікаційних технологій для фахівців з технічних напрямів підготовки», який був представлений 2015 року на здобуття Державної премії України в галузі освіти.
1997 року професор Валерій Семенець заснував на кафедрі біомедичних електронних пристроїв і систем науково-дослідну групу з розробки біомедичної апаратури й багатофункціональних мікропроцесорних систем, яка протягом 20 років переросла в наукову школу мікропроцесорних медичних систем. Вона успішно функціонує і сьогодні спільно з науковцями Харківського національного медичного університету, діагностичного центру Харківської обласної клінічної лікарні.
Під його керівництвом у 2004—2005 роках створено багатофункціональні лабораторні стенди, що включають в себе мікроконтролери, сигнальні процесори, програмовані інтегральні схеми, на базі яких здійснюється розробка різних автономних систем управління. Комплекс використовується не тільки в Харківському національному університеті радіоелектроніки, а й у багатьох вишах України.
Також у 2007—2012 роках під керівництвом Валерія Семенця створено апаратно-програмний комплекс високоточних нейрохірургічних втручань і функціональної діагностики зовнішнього дихання, який використовується в нейрохірургічному і оториноларингологічному відділеннях Харківської обласної клінічної лікарні.
Вперше в Україні у 2010—2012 роках під керівництвом професора Семенця розроблена і створена унікальна установка для дистанційного проведення лабораторних робіт з технічних дисциплін, що використовується в освітньому процесі при дистанційній формі навчання.
Профіль на порталі НБУВ, порталі забезпечення якості вищої освіти.

### Міжнародна співпраця
1998—1999 — експерт проекту Європейського Союзу «Tempus-Tasis» Ювяскюля, Фінляндія.
1999 — керівник програми стажування студентів на підприємствах Німеччини по лінії DAAD.
2001 — керівник делегації по встановленню партнерських відносин з університетами КНР (Гуанчжоу).
2003 — координатор проекту Державного департаменту США «А Partnership for Educational and Technical Change», Бетлегем.
2004 — координатор проекту Державного департаменту США «А Partnership for Educational and Technical Change», Баку, Азербайджан.
2019 — участь у міжнародному проекті Erasmus+ «Рамкова структура цифрових компетентностей для українських вчителів та інших громадян» (dComFra) за напрямом КА2: Розвиток потенціалу вищої освіти.
З 2017 року — очолює офіційні міжнародні делегації зі встановлення партнерських відносин у сфері освіти та наукових досліджень з університетами Польщі, Франції, Китаю, Латвії , Туреччини та інших країн.

## Громадська діяльність
2009—2014 — член Координаційної ради Міністерства освіти і науки України щодо навчання студентів-інвалідів.
Почесний член ГО Українська Асоціація «Комп'ютерна Медицина» (УАКМ).
Член Громадської організації «Харківська Академія Стандартизації».
Почесний професор Університету Економіки у Бидгощі (Wyższa Szkoła Gospodarki w Bydgoszczy).

## Творчий доробок
Він є автором більше 300 наукових і науково-методичних праць, серед яких  більше 50 навчальних посібників,  2 підручники, 8 монографій, 65 патентів та свідоцтв на винаходи.
Монографії та підручники:
- Сакало С. М., Семенець В. В., Азархов О. Ю. Надвисокі частоти в медицині (терапія і диагностика): навч.пос. — Харків: ХНУРЕ, 2005. — 264 с.
- Жук М. І., Семенець В. В. Методи і алгоритми обробки та аналізу медико-біологічних сигналів: навч. посіб. / за заг. ред. проф. А. І. Биха ; МОН України ; НМЦВО ХНУРЕ. — Харьков: ХНУРЕ, 2006. — 264 с.
- Семенець В. В., Сінотін А. М., Колесникова Т. А. Проектування одноблокових радіоелектронних приладів із заданим тепловим режимом [Електронний ресурс]: Монографія. — Харків: ХНУРЕ, 2006. — 172 с.
- Семенець В. В. Введення в мікросистемну техніку та нанотехнології: підруч. / В. В. Семенець, І. Ш. Невлюдов, В. А. Палагін. — Харків: СМІТ, 2011. — 416 с.
- Інформаційні технології підтримки прийняття рішень при визначенні порушень носового дихання: моногр. / О. Г. Аврунін, Є. В. Бодянський, В. В. Семенець и др. ; М-во освіти і науки України, Харків. нац. ун-т радіоелектроніки. — Харків: ХНУРЕ, 2018. — 132 с.

Статті:
- Семенец В. В., Аврунин О. Г., Носова Т. В., Носова Я. В. Проблемы инклюзивного образования // Вісник Харківського національного університету імені ВН Каразіна. Серія: Соціальні комунікації, 2014. — № 6, — С. 23—27. (рос.)
- Семенец В. В., Токарев В. В., Тарануха О. А. Диагностика функционального состояния цветового зрения человека // Медицина сьогодні і завтра. — 2015. — № 1. — С. 119—125. (рос.)
- Семенец В. В., Стыценко Т. Е. Разработка материала для защиты медицинского персонала от воздействия излучений // Восточно-Европейский журнал передовых технологийю-2016. — № 2/5(80). — С. 30—37. (рос.)
- Stustenko T., Semenets V. V. Analysis of electromagnetic and modeling of spurious radiation sources // Telecommunications and Radio Engineering. — 2016, Vol.75, Issue 15. — P. 1385—1396. (англ.)
- Nosova Y., Avrunin O., Semenets V. Biotechnical system for integrated olfactometry diagnostics // Современное состояние научных исследований и технологий в промышленности, — 2017, № 1. — с.64-68.
- Semenets V. V., Leonidov V. I. Coordinate method for estimation of radial velocity in systems of acoustic sounding of the atmosphere // Telecommunications and Radio Engineering (English translation of Elektrosvyaz and Radiotekhnika), 2017. — № 76(3), — с. 245—251. (англ.)
- Semenets V., Leonidov V., Kartashov V. Registration of Refraction Phenomenon in the Problem of Acoustic Sounding of Atmosphere in Airports Zone // Telecommunications and Radio Engineering (English translation of Elektrosvyaz and Radiotekhnika), 2018. — Vol. 77, issuue 5. — P. 461—468. (англ.)
- Semenets V. V., Leonidov V. I. Analysis of Methods for Wind Shear Detection in Area of Airports by Data of Atmosphere Acoustic Sounding Telecommunications and Radio Engineering (English translation of Elektrosvyaz and Radiotekhnika), 2018. — Vol. 77, issuue 4. — P. 363—372. (англ.)
- Семенець В. В., Гріненко Т. О., Нарєжний О. П. Метод вимірювання квантового фазового шуму та ширини лінії робочого переходу радіооптичної системи генератора випадкових чисел // Радіотехніка: Всеукр. міжвід. наук.-техн. зб.. — 2018. — № 193. — С. 118—132.
- Семенець В. В., Власенко Л. А., Руткас А. Г. Последовательные композиция и декомпозиция дескрипторных систем управления // «Проблемы управления и информатики». — № 5. — 2018. — C. 5—18. (рос.)
- Semenets V., Filatov V. Methods for Synthesis of Relational Data Model in Information Systems Reengineering Problems // International Scientific-Practical Conference «Problems of Infocommunications. Science and Technology» (PIC S&T-2018) — Kharkiv, 2018. (англ.)

## Нагороди
- Державна премія України в галузі науки і техніки за співучасть у роботі «Система управління фінансами в галузі освіти і науки» (2008)
- «Відмінник освіти України» (1999)
- Почесна грамота Міністерства освіти і науки України (2008)
- Державна премія України в галузі освіти 2019 року[27]

## Захоплення
Спортсмен, під час навчання отримав 1-й спортивний розряд з футболу, виступав у збірній команді інституту з футболу на змаганнях різного рангу. Захоплюється рибальством, більярдом та хокеєм.